# Damm (Adelsgeschlecht)

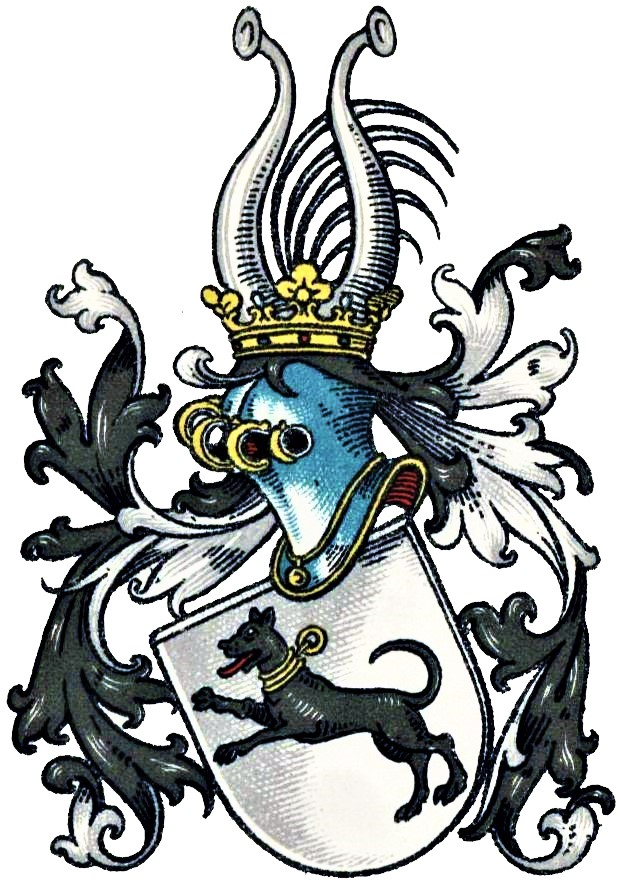
Wappen derer von Damm im Wappenbuch des Westfälischen Adels

Damm (auch (von dem) Damme o. ä.) ist der Name eines niedersächsisch-westfälischen Adelsgeschlechts.

## Geschichte
Bei der Familie handelt es sich ursprünglich um ein niedersächsisches Uradelsgeschlecht, das zunächst in Braunschweig als Patrizier- und Stadtadelgeschlecht auftritt, im 17. und 18. Jahrhundert dann auch in Soest. Der frühe Besitz des Geschlechts befand sich im Braunschweigischen in Bansleben (urkundl. 1325–1544) und im Halberstädtschen in Hornburg im Kreis Osterwick (1325–1375). Ferner besaß die Familie Bergwerke im Werningerodeschen (1515), darüber hinaus in Pommern Kloxin, Kreis Pyritz (1798).
Urkundlich erscheint das Geschlecht erstmals mit Eckehard de Dammone im Jahr 1267. Aus der heute erloschenen ersten Linie stammt Andreas Dietrich von Damm (* 1623 Braunschweig, † 1684 Soest), Sohn von Christoph von Damm und dessen Frau Helene von Pawel, der mit Anna Gertrud von Becquer verheiratet und ab 1665 als Stadtsyndicus in Soest tätig war. Zehn Jahre später wurde er Soester Bürgermeister. Ein Enkel von Andreas Dietrich von Damm, Johann Georg Ferdinand von Damm, wurde preußischer Generalmajor und erwarb Kloxin im Kreis Pyritz. Dessen Sohn Ferdinand von Damm wiederum wurde Soester Bürgermeister. Mit seinem Tod 1846 starb diese Linie derer von Damm aus. In anderen Linien blüht das Geschlecht fort.

## Persönlichkeiten
- Tile von Damm (1310–1374), Ratsherr in Braunschweig, im Zuge der „Großen Schicht“ hingerichtet, dessen direkter Nachkomme in 5. Generation:
  - Bertram von Damm (um 1495–1542), Braunschweiger Stadtphysicus, früher Anhänger Luthers
- Henning von Damm (1517–1566), Braunschweiger Ratsherr und Bürgermeister
- Andreas Dietrich von Damm (1623–1684), Soester Bürgermeister 1675–1677, direkter Nachfahre des Tile von Damm in 9. Generation, dessen Sohn:
  - Friedrich von Damm (1672–1740), Soester Bürgermeister 1729–1731, dessen Sohn:
    - Johann Georg Ferdinand von Damm (1717–1797), preußischer Generalmajor, Kommandant der Festung Stettin sowie Amtshauptmann von Tangermünde
- Kurd von Damm (1862–1915), Rechtsanwalt, Politiker und Unternehmer, 1903–1912 Reichstagsabgeordneter
- Helene von Damm (* 1938), in zweiter Ehe mit Christian von Damm, einem deutschen Banker bei der Bank of America, verheiratet gewesen; ehemalige US-amerikanische Politikerin (Republikanische Partei) österreichischer Herkunft, 1980–1983 Assistentin des damaligen Präsidenten Ronald Reagan, 1983–1986 Botschafterin der Vereinigten Staaten in Österreich

## Wappen
Blasonierung im Wappenbuch des Westfälischen Adels: In Silber rechtsspringender schwarzer Hund mit goldenem Halsband und Ring. Auf dem gekrönten Helm zwei silberne Büffelhörner, dazwischen nach links wehender Hahnenschwanz. Die Helmdecken sind schwarz-silbern.
Im Braunschweiger Schichtbuch von 1514 wird das Wappen des hingerichteten Tile von Damm (Tile van dem Damme) († 1374) abweichend mit drei Straußenfedern im silbernen Schild gezeigt. Ähnlich gibt Mülverstedt an, dass ein vorliegender Siegelabdruck fünf oder sechs Straußenfedern zeigt. Entgegen der Darstellung im Wappenbuch des Westfälischen Adels, das von einem „Hahnenschwanz“ als Teil der Helmzier spricht, finden sich in anderen Wappendarstellungen typischerweise Straußenfedern als Teil der Helmzier.

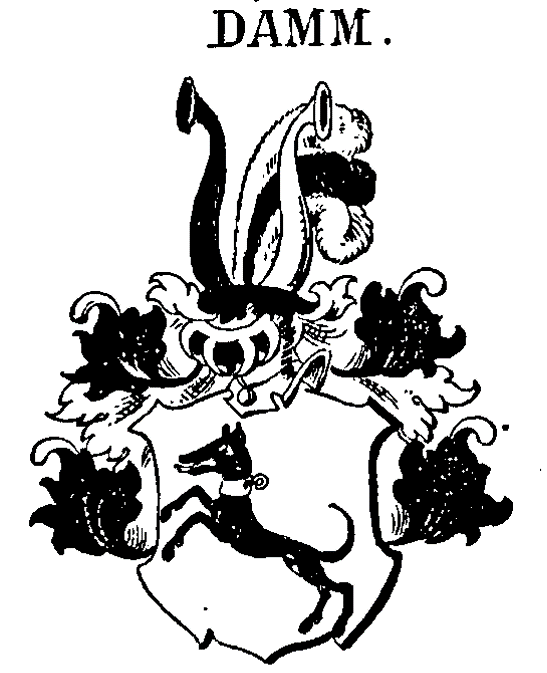
Wappen derer von Damm bei Siebmacher (mit drei Straußenfedern auf dem Helm)
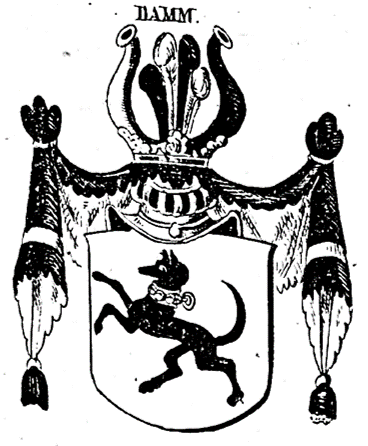
Wappen derer von Damm bei Siebmacher (mit vier Straußenfedern auf dem Helm)
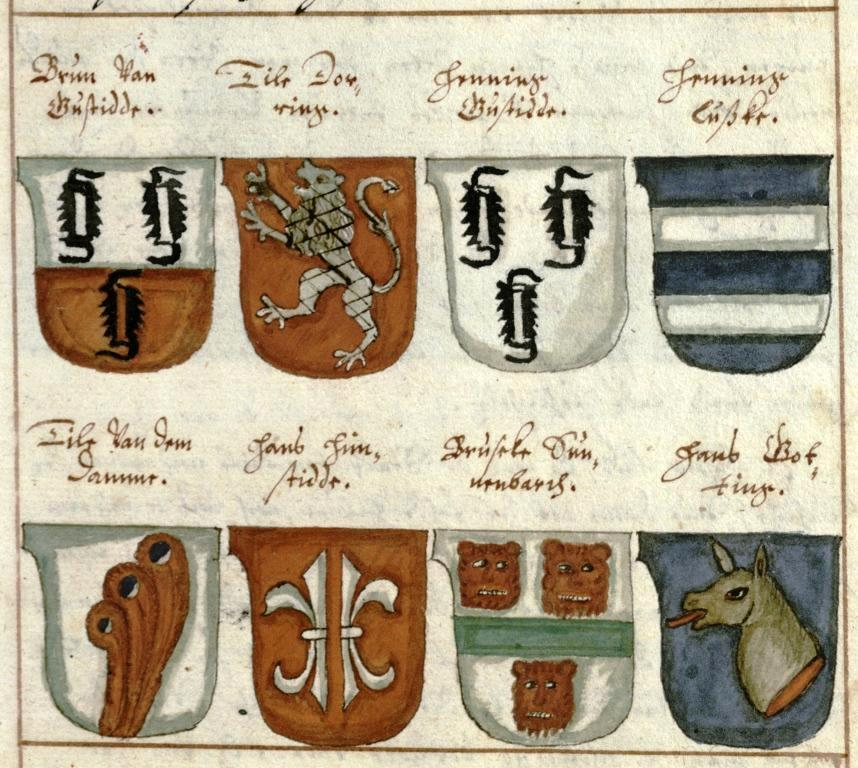
Wappen der während der Großen Schicht von 1374 getöteten acht Ratsherren, inkl. Tile van dem Damme (unten links)